# 孙庆梅
孙庆梅（1966年6月19日—），河北邯郸峰峰矿区人，中国女子足球运动员。她在1996年夏季奥林匹克运动会中，参加了女子足球并获得银牌。她还曾参加1991年及1995年女子足球世界杯。